# اندی دهمانی
اندی دهمانی (انگلیسی: Andy Dahmani؛ زادهٔ ۱۲ فوریهٔ ۱۹۸۳) بازیکن فوتبال اهل الجزایر است.
از باشگاه‌هایی که در آن بازی کرده‌است می‌توان به باشگاه فوتبال تروا، باشگاه فوتبال ستاره سرخ، و باشگاه فوتبال مولودیه الجزایر اشاره کرد.